# Lijst van nummer 1-hits in Ierland in 2021
Deze hits stonden in 2021 op nummer 1 in de Ierse Single Top 100, de bekendste hitlijst in Ierland.
| Datum        | Artiest                               | Titel                           |
| ------------ | ------------------------------------- | ------------------------------- |
| 1 januari    | Meduza & Dermot Kennedy               | Paradise                        |
| 8 januari    | Meduza & Dermot Kennedy               | Paradise                        |
| 15 januari   | Olivia Rodrigo                        | Drivers license                 |
| 22 januari   | Olivia Rodrigo                        | Drivers license                 |
| 29 januari   | Olivia Rodrigo                        | Drivers license                 |
| 5 februari   | Olivia Rodrigo                        | Drivers license                 |
| 12 februari  | Olivia Rodrigo                        | Drivers license                 |
| 19 februari  | Olivia Rodrigo                        | Drivers license                 |
| 26 februari  | Olivia Rodrigo                        | Drivers license                 |
| 5 maart      | Olivia Rodrigo                        | Drivers license                 |
| 12 maart     | Olivia Rodrigo                        | Drivers license                 |
| 19 maart     | Tiësto                                | The business                    |
| 26 maart     | Justin Bieber, Daniel Caesar & Giveon | Peaches                         |
| 2 april      | Lil Nas X                             | Montero (Call me by your name)  |
| 9 april      | Lil Nas X                             | Montero (Call me by your name)  |
| 16 april     | Lil Nas X                             | Montero (Call me by your name)  |
| 23 april     | Lil Nas X                             | Montero (Call me by your name)  |
| 30 april     | Lil Nas X                             | Montero (Call me by your name)  |
| 7 mei        | Tion Wayne & Russ Millions            | Body                            |
| 14 mei       | Tion Wayne & Russ Millions            | Body                            |
| 21 mei       | Olivia Rodrigo                        | Good 4 U                        |
| 28 mei       | Olivia Rodrigo                        | Good 4 U                        |
| 4 juni       | Olivia Rodrigo                        | Good 4 U                        |
| 11 juni      | Olivia Rodrigo                        | Good 4 U                        |
| 18 juni      | Olivia Rodrigo                        | Good 4 U                        |
| 25 juni      | Olivia Rodrigo                        | Good 4 U                        |
| 2 juli       | Ed Sheeran                            | Bad habits                      |
| 9 juli       | Ed Sheeran                            | Bad habits                      |
| 16 juli      | Ed Sheeran                            | Bad habits                      |
| 23 juli      | Ed Sheeran                            | Bad habits                      |
| 30 juli      | Ed Sheeran                            | Bad habits                      |
| 6 augustus   | Ed Sheeran                            | Bad habits                      |
| 13 augustus  | Ed Sheeran                            | Bad habits                      |
| 20 augustus  | Ed Sheeran                            | Bad habits                      |
| 27 augustus  | Ed Sheeran                            | Bad habits                      |
| 3 september  | Ed Sheeran                            | Bad habits                      |
| 10 september | Ed Sheeran                            | Bad habits                      |
| 17 september | Ed Sheeran                            | Shivers                         |
| 24 september | Ed Sheeran                            | Shivers                         |
| 1 oktober    | Ed Sheeran                            | Shivers                         |
| 8 oktober    | Ed Sheeran                            | Shivers                         |
| 15 oktober   | Ed Sheeran                            | Shivers                         |
| 22 oktober   | Adele                                 | Easy on me                      |
| 29 oktober   | Adele                                 | Easy on me                      |
| 5 november   | Adele                                 | Easy on me                      |
| 12 november  | Adele                                 | Easy on me                      |
| 19 november  | Taylor Swift                          | All too well (Taylor's version) |
| 26 november  | Adele                                 | Easy on me                      |
| 3 december   | Adele                                 | Easy on me                      |
| 10 december  | Adele                                 | Easy on me                      |
| 17 december  | Adele                                 | Easy on me                      |
| 24 december  | Ed Sheeran & Elton John               | Merry Christmas                 |
| 31 december  | Ed Sheeran & Elton John               | Merry Christmas                 |